# شنیو-لا-بالم
شنیو-لا-بالم (به فرانسوی: Cheignieu-la-Balme) یک کمون در فرانسه است که در Canton of Virieu-le-Grand واقع شده‌است.

## خصوصیات
شنیو-لا-بالم ۶٫۲۶ کیلومترمربع مساحت و ۱۵۰ نفر جمعیت دارد و ۳۴۵ متر بالاتر از سطح دریا واقع شده‌است.